# Redwan al-Kashif
Radwan al-Kashif (arabe : رضوان الكاشف) (6 août 1952 - 5 juin 2002), réalisateur égyptien progressiste, est né au Caire. Il débute comme assistant de Youssef Chahine et de Daoud Abdel Sayed puis signe son premier long métrage en 1993, Pourquoi le violet ? (ar), primé par le Festival international du film du Caire. Ses deux autres films sont marqués par la connaissance de la campagne égyptienne et par la poésie. 

## Filmographie
- 1993 : Pourquoi le violet ? (ar)[1] (Leh ya banafsieg)
- 1998 : La Sueur des palmiers[2] (Arak el-balah )
- 2001 : Le Magicien (al Saher)

## Récompense
- Festival des 3 Continents 1998 : prix du public pour La Sueur des palmiers[3]